# Zirndorf (Wieseth)
Zirndorf ([ˈt͡sɪʁndɔʁf] ) ist ein Gemeindeteil der Gemeinde Wieseth im Landkreis Ansbach (Mittelfranken, Bayern). Zirndorf liegt in der Gemarkung Deffersdorf.

## Geographie
Das Dorf liegt am Hechelbach, eiemn linken Zufluss der Wieseth, und ist von Acker- und Grünland umgeben. Im Südosten wird die Flur Birkenbusch genannt, im Westen Espan und im Nordwesten Bodenfeld. Die Kreisstraße AN 52 führt an Oberschönbronn vorbei nach Böckau (1,8 km westlich) bzw. zur Staatsstraße 2248 (0,7 km östlich). Eine Gemeindeverbindungsstraße führt nach Limbach (0,8 km nördlich).

## Geschichte
Zirndorf lag im Fraischbezirk des ansbachischen Oberamtes Feuchtwangen. 1732 bestand der Ort aus 5 Anwesen. Die Dorf- und Gemeindeherrschaft und die Grundherrschaft über alle Anwesen hatte das eichstättische Kastenamt Herrieden. Von 1797 bis 1808 gehörte der Ort zum Justiz- und Kammeramt Feuchtwangen. Die Zahl der Anwesen blieb unverändert. Sie unterstanden noch bis 1803 dem Hochstift Eichstätt.
Mit dem Gemeindeedikt (frühes 19. Jahrhundert) wurde Zirndorf dem Steuerdistrikt Gräbenwinden und der Ruralgemeinde Oberschönbronn zugewiesen. Im Zuge der Gebietsreform in Bayern wurde diese am 1. Januar 1972 aufgelöst und Zirndorf nach Wieseth eingemeindet.

### Einwohnerentwicklung
| Jahr      | 001818 | 001840 | 001861 | 001871 | 001885 | 001900 | 001925 | 001950 | 001961 | 001970 | 001987 | 002006 |
| Einwohner | 46     | 52     | 59     | 75     | 86     | 66     | 74     | 110    | 86     | 84     | 69     | 75     |
| Häuser    | 7      | 8      |        |        | 18     | 18     | 16     | 17     | 17     |        | 17     |        |
| Quelle    | [ 10 ] | [ 11 ] | [ 12 ] | [ 13 ] | [ 14 ] | [ 15 ] | [ 16 ] | [ 17 ] | [ 18 ] | [ 19 ] | [ 20 ] | [ 1 ]  |

## Religion

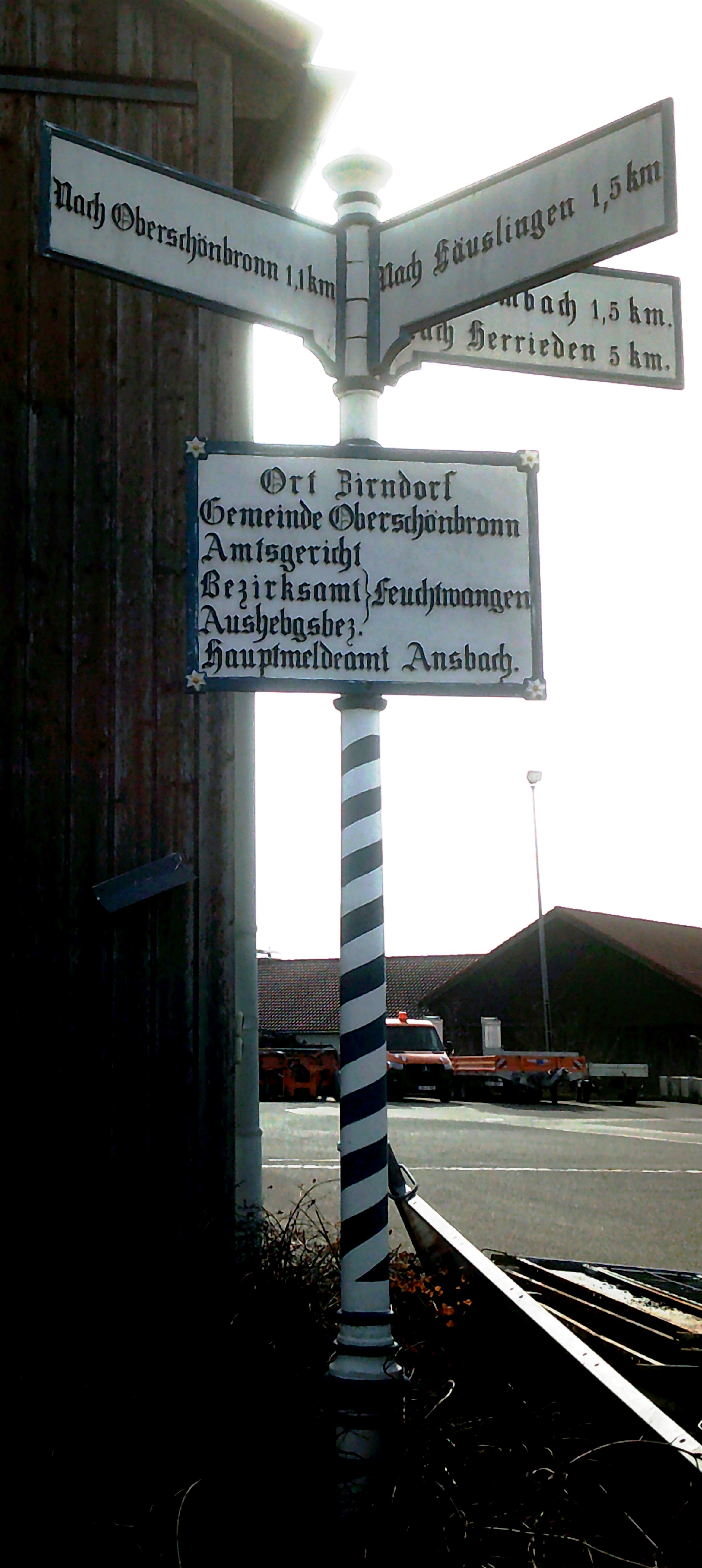
Bayerische Ortstafel,
in der Sammlung der Staatl. Straßenmeisterei Feuchtwangen

Der Ort ist seit der Reformation evangelisch-lutherisch geprägt und bis heute nach St. Wenzeslaus (Wieseth) gepfarrt. Die Einwohner römisch-katholischer Konfession sind nach St. Vitus und Deocar (Herrieden) gepfarrt.